# Kelan Martin
Kelan Martin (3 de agosto de 1995) é um jogador americano de basquete profissional do Indiana Pacers da National Basketball Association (NBA).
Ele jogou basquete universitário pelo Butler Bulldogs, ele marcou 2.047 pontos durante sua carreira, o segundo maior número da história da universidade.

## Primeiros anos
Martin vem de uma família de basquete. Seu pai, Kenneth, estava na equipe que foi campeã estadual na Ballard High School de Louisville e ganhou o título da Divisão II da NCAA pelo Kentucky Wesleyan. Sua mãe, Kristie Jordan, foi homenageada com uma camisa aposentada em Ballard e foi vice-campeã da NCAA por Western Kentucky. Eles se conheceram aos oito anos de idade, crescendo em conjuntos habitacionais no centro de Louisville e se casaram depois da faculdade. A partir de 2017, Kenneth trabalha como diretor assistente nas Escolas Públicas do Condado de Jefferson, enquanto Kristie trabalha na administração monitorando o orçamento da polícia de Louisville. Kelan tem um irmão mais novo, Kameron, e foi criado com o primo Jalil Brown, filho da falecida irmã de Kristie.
Enquanto crescia, Kelan preferia o futebol americano ao basquete. Ele competiu pelos times de verão do Louisville Legends no ensino médio, onde foi apelidado de "Baby Shaq" por Rajon Rondo. Enquanto estava na Ballard High School, ele competiu pelo Indiana Elite da AAU. Martin media 1,95 m como um calouro em Ballard e foi titular em vários jogos. Ele parou de jogar futebol americano em seu segundo ano e trabalhou para melhorar sua habilidade de corrida. Em seu terceiro ano, Martin conduziu Ballard ao Sweet 16 do torneio de basquete de Kentucky, registrando 23 pontos e 14 rebotes na vitória por 59-55 sobre Montgomery County na Rupp Arena. Na final do campeonato, Martin registrou 19 pontos e 12 rebotes, mas Madison County venceu Ballard por 65-64. Nessa temporada, ele teve médias de 19,1 pontos e 10,2 rebotes e foi nomeado para a Segunda Equipe do Estado.
O técnico Chris Renner considerou o último ano de Martin a melhor temporada de qualquer jogador que ele treinou em Ballard. Os Bruins ocupavam o primeiro lugar em Kentucky. Embora ofuscado por Quentin Snider, Martin marcou 16 pontos na derrota para o Arsenal Tech, comandado por Trey Lyles. Ele fez 28 pontos, incluindo a cesta vencedora, quando Ballard derrotou Myles Turner e Trinity High School por 72-70. A temporada terminou quando a equipe perdeu para Trinity High School na final do campeonato regional por 59-58.  Ele marcou 2.014 pontos em sua carreira, o terceiro na história da escola. Em sua última temporada, Martin teve médias de 22,8 pontos e 8,7 rebotes, arremessando 37% na linha de três pontos.
Sua primeira oferta de recrutamento foi da IUPUI, treinada pelo colega de equipe de seu pai, Todd Howard. Martin foi recrutado pela primeira vez para Butler por Brad Stevens e seu recrutamento continuou com Brandon Miller. Ele considerou Providence, St. Louis, West Virginia e Oklahoma, mas escolheu Butler porque gostava dos treinadores e jogadores. Quando Quentin Snider se retirou de Illinois e escolheu Louisville, os amigos de Martin pensaram que ele deveria seguir o exemplo, mas ele permaneceu firme em seu compromisso. Ele foi classificado como o 139º melhor jogador do pais pela Rivals.com e foi finalista do Mr. Basketball de Kentucky.
| Nome | Cidade Natal                                     | Escola/Universidade | Altura             | Peso           | Data da revisão      |
| --- | ------------------------------------------------ | ------------------- | ------------------ | -------------- | -------------------- |
| Kelan Martin PF | Louisville, KY                                   | Ballard High School | 6 ft 6 in (1.98 m) | 210 lb (95 kg) | 8 de Outubro de 2013 |
| Kelan Martin PF | Recrutamento: Rivais: Scout: 247sports: ESPN: 80 |                     |                    |                |                      |
| - Nota : Em muitos casos, Scout, Rivals, 247Sports e ESPN podem entrar em conflito em suas listas de altura e peso, nestes casos, a média foi obtida. - Nota: A ESPN mede os calouros numa escala de 0 a 100. - Fonte: |                                                  |                     |                    |                |                      |

## Carreira universitária

### Calouro
Quando Martin chegou ao campus, Chris Holtmann era o treinador. Em 22 de novembro de 2014, Martin registrou 23 pontos e sete rebotes na vitória sobre Loyola. No jogo seguinte, ele fez 17 pontos em 17 minutos em uma derrota por 74-66 sobre Carolina do Norte. Ele foi nomeado o Novato da Semana da Big East em 9 de março de 2015, depois de marcar 14 pontos contra Providence.
Em seu primeiro ano, Martin teve médias de 7,1 pontos e 2,1 rebotes em 14,5 minutos.

### Segundo ano
Ele registrou 35 pontos e oito rebotes na vitória por 87-76 contra Georgetown em 26 de fevereiro de 2016, foi o maior número de pontos que um jogador de Butler fez desde 1998.  Ele foi eleito duas vezes o Jogador da Semana da Big East em 14 de dezembro e 8 de fevereiro. Ao longo da temporada, ele teve oito duplos-duplos de pontos e rebotes e teve 10 jogos de 20 ou mais pontos.
Em seu segundo ano, Martin teve médias de 15,7 pontos e 6,8 rebotes em um time liderado por Kellen Dunham e Roosevelt Jones. Ele ficou marcado por uma queda de rendimento no final da temporada. Na Rodada de 64 do Torneio da NCAA, Martin marcou oito pontos em 51 segundos para impulsionar os Bulldogs para uma vitória por 71-61 sobre Texas Tech. Nessa temporada, Martin foi nomeado para a Segunda Equipe da Big East. Após a temporada, ele perdeu peso e participou de um acampamento de treinamento em Long Beach, Califórnia.

### Terceiro ano
Martin foi eleito o Jogador da Semana da Big East em 19 de dezembro de 2016, depois de marcar 28 pontos em uma vitória de 83-78 sobre Indiana. Ele fez 22 pontos em 28 de janeiro de 2017 contra Georgetown. Nos últimos nove jogos da temporada, após uma queda de rendimento em fevereiro, ele teve média de 17,7 pontos e acertou 50% dos seus arremessos. Ele foi novamente nomeado o Jogador da Semana da Big East em 27 de fevereiro de 2017, após uma semana em que registrou 22 pontos e  oito rebotes em uma vitória de 74-66 sobre Villanova e registrou 25 pontos e sete rebotes em uma vitória por 88-79 contra Xavier.
Apesar de lidar com espasmos na região lombar, Martin registrou 19 pontos, seis rebotes e quatro assistências na vitória por 74-65 sobre Middle Tennessee State para chegar ao Sweet 16 do Torneio da NCAA. Em sua terceira temporada, Martin liderou os Bulldogs na pontuação (16,0 pontos) e rebotes (5,8), enquanto acertava 43% dos seus arremessos e 35% da linha de 3 pontos. Ele foi um dos 10 finalistas do Prêmio Julius Erving como o melhor Ala da Divisão I. Ele foi selecionado para a Segunda Equipe da Big East. A Associação Nacional de Treinadores de Basquete nomeou Martin para a Segunda Equipe do Distrito 5 em 22 de março.
Após a temporada, Martin fez estágio na emissora de TV WTHR-13, trabalhando na produção e edição de vídeos. Ele não entrou no Draft da NBA de 2017, pois queria melhorar sua mobilidade.

### Quarto ano
Em uma vitória de 81-69 sobre o Utah em 5 de dezembro, Martin marcou 29 pontos. Em 27 de dezembro, ele fez 27 pontos, incluindo a cesta da vitória com 2,9 segundos restantes na prorrogação, para vencer Georgetown por 91-89. Martin marcou 23 pontos para ajudar a derrotar Villanova por 101-93 em 30 de dezembro. Ele marcou 37 pontos, o recorde de sua carriera, em uma vitória por 94-83 sobre Marquette em 12 de janeiro de 2018.
Em sua última temporada, Martin teve médias de 21,2 pontos e 6,3 rebotes. Ele foi nomeado para a Primeira Equipe da Big East. Martin marcou 27 pontos na primeira rodada do Torneio da NCAA contra Arkansas e ultrapassou o limite de 2.000 pontos. Ele teve 29 pontos na derrota por 76-73 para Purdue nas oitavas de final. Martin foi finalista do Prêmio Julius Erving como o melhor ala do país. Ele terminou sua carreira em Butler com 2.047 pontos, a segunda maior marca da história da universidade.

## Carreira profissional

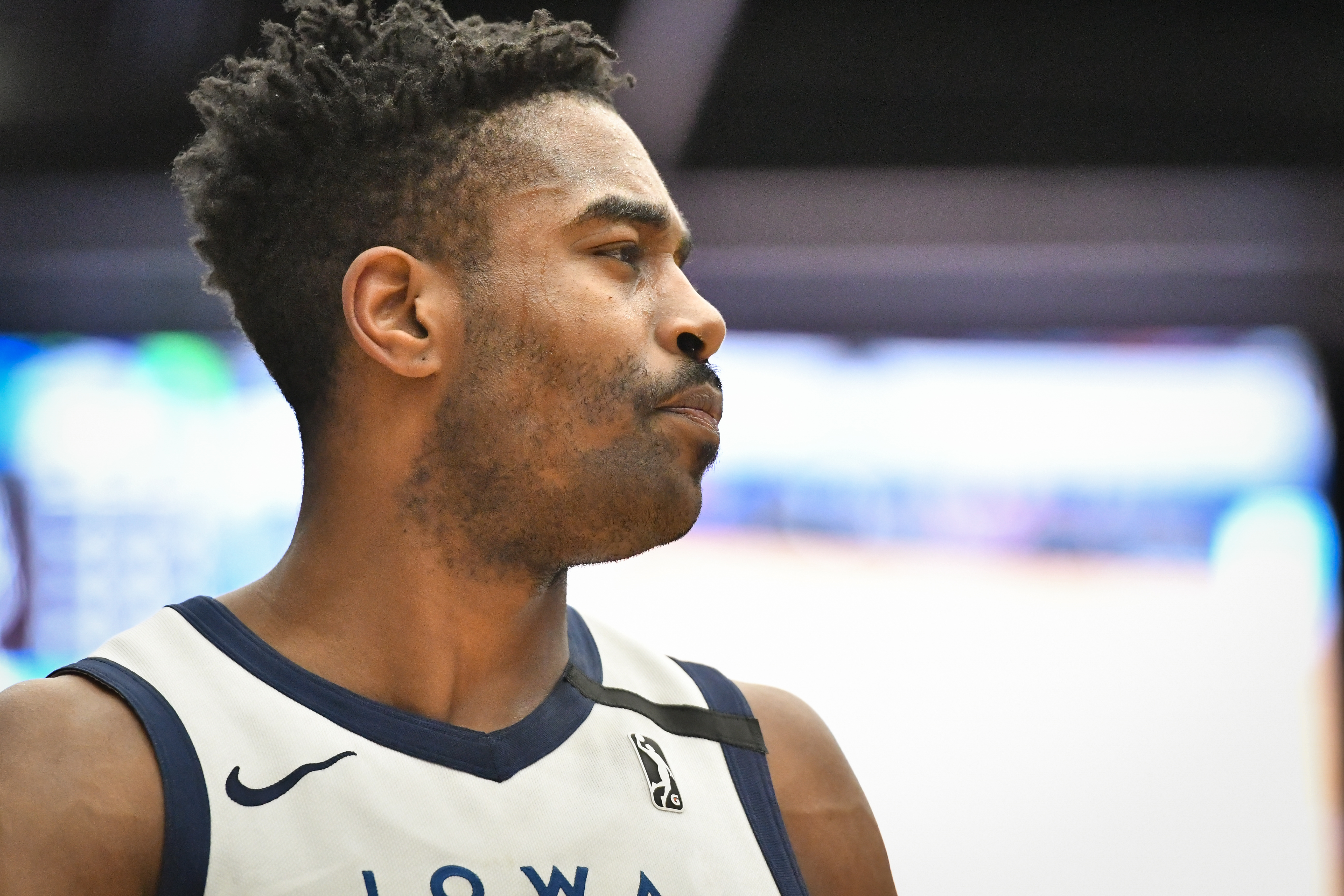
Martin em 2020

### Riesen Ludwigsburg (2018-2019)
Antes do Draft da NBA de 2018, Martin fez treinos com 12 times da NBA. Depois de não ser selecionado, ele assinou um contrato para disputar a Summer League pelo Utah Jazz.
Em 31 de julho de 2018, Martin assinou com o MHP Riesen Ludwigsburg da Bundesliga de basquete. Ele teve médias de 13,7 pontos e 4,4 rebotes em 27 jogos na Alemanha.

### Minnesota Timberwolves (2019-2020)
Martin juntou-se ao Minnesota Timberwolves para a Summer League de 2019 e, depois de impressionar a equipe, assinou um contrato de mão dupla com os Timberwolves.
Ele fez sua estreia na NBA em 15 de outubro, mas ficou inativo nos nove jogos seguintes. Martin registrou 14 pontos e seis rebotes na vitória por 112-102 sobre o Utah Jazz em 18 de novembro. Ele fez 12 pontos e oito rebotes em uma vitória por 99-84 sobre o Golden State Warriors em 2 de janeiro de 2020.
Na G-League, Martin marcou 39 pontos pelo Iowa Wolves em uma derrota por 163-143 para o Stockton Kings em 11 de janeiro. Martin foi chamado para o Minnesota e registrou 12 pontos e cinco rebotes na derrota por 113-109 para o Sacramento Kings, enquanto substituía o lesionado Allen Crabbe.

### Indiana Pacers (2020-Presente)
Em 26 de novembro de 2020, Martin assinou com o Indiana Pacers em um contrato de dois anos.

## Estatísticas

### NBA

#### Temporada regular
| Ano     | Equipe    | PJ | PT | MPJ  | AP   | 3P   | LL   | RT  | AS | BR | TO | PPJ |
| ------- | --------- | -- | -- | ---- | ---- | ---- | ---- | --- | -- | -- | -- | --- |
| 2019–20 | Minnesota | 31 | 4  | 16.0 | .392 | .260 | .968 | 3.1 | .7 | .2 | .3 | 6.4 |

### G-League
| Ano     | Equipe | PJ | PT | MPJ  | AP   | 3P   | LL   | RT  | AS  | BR  | TO  | PPJ  |
| ------- | ------ | -- | -- | ---- | ---- | ---- | ---- | --- | --- | --- | --- | ---- |
| 2019-20 | WOL    | 23 | 21 | 28.7 | .472 | .377 | .769 | 5.5 | 1.7 | 1.3 | 0.4 | 18.4 |

### Universitário
| Ano      | Equipe   | PJ  | PT | MPJ  | AP   | 3P   | LL   | RT  | AS  | BR  | TO  | PPJ  |
| -------- | -------- | --- | -- | ---- | ---- | ---- | ---- | --- | --- | --- | --- | ---- |
| 2014-15  | Butler   | 34  | 0  | 14.6 | .412 | .247 | .700 | 2.1 | 0.4 | 0.1 | 0.2 | 7.1  |
| 2015-16  | Butler   | 33  | 14 | 28.3 | .447 | .377 | .761 | 6.8 | 1.1 | 0.8 | 0.5 | 15.7 |
| 2016-17  | Butler   | 34  | 22 | 28.7 | .428 | .348 | .784 | 5.8 | 1.2 | 0.7 | 0.4 | 16.0 |
| 2017-18  | Butler   | 35  | 35 | 35.7 | .447 | .364 | .844 | 6.3 | 2.0 | 0.7 | 0.5 | 21.2 |
| Carreira | Carreira | 136 | 71 | 26.9 | .433 | .333 | .772 | 5.2 | 1.1 | 0.5 | 0.4 | 15.0 |

Fonte: